# Studia Ethnologica Pragensia
Studia Ethnologica Pragensia (SEP) jsou odborným etnologickým časopisem vydávaným Filozofickou fakultou Univerzity Karlovy. Jsou spjaty s Ústavem etnologie FF UK a prezentují výsledky badatelské činnosti jeho pracovníků a externích spolupracovníků. 
Jako všechny časopisy z produkce Vydavatelství Filozofické fakulty Univerzity Karlovy vychází i časopis Studia Ethnologica Pragensia od roku 2015 zcela v režimu Open Access a jeho digitální podoba je tedy čtenářům volně dostupná z webových stránek.